# Ильшарах Йахдуб II
Ильшарах Йахдуб II (Ильшарах Яхдуб, Илишарах Йахдуб или Илшарах Йахдуб; Ilīsharaḥ Yaḥḍub или ’lšrḥ Yḥḍb) — царь (малик) Сабы и Зу Райдана около 240—260 годов.

## Происхождение и начало правления
Ильшарах Йахдуб II и его брат-соправитель Йа'зил Баййин происходили из клана Бану Гурат, ведущего клана йеменского племени Замхарум. Согласно пространной сабейской надписи Ja 576 из храма Аввам в Марибе, Ильшарах Йахдуб и Йазил Баййин были сыновьями царя Сабы Фари Йанхуба.

## Правление
В период своего правления Ильшарах Йахдуб II вёл постоянные войны за укрепление своей власти на юге Аравийского полуострова как в северном, так и в южном направлении: на севере его противником были племена Центральной Аравии, прежде всего, киндиты, на юге — неуклонно набиравшее мощь государство Химьяр. Военные предприятия Ильшараха Йахдуба II однако имели уже скорее локальный характер и не шли в сравнение с обширной экспансионистской политикой его предшественника Шаира Аутара, установившего свою гегемонию практически над всей Южной Аравией.
Противостояние с Химьяром привело к битве при зу Хурмате в июле 253 года, сведения о которой содержатся в дошедших до нас надписях Ja 578 и MAFRAY — al-Mi‘sāl 2. Противником Ильшараха Йахдуба в этом сражении был химьяритский царь Карибил Айфа. Сложность заключается в том, что указанные надписи сообщают о практически противоположных результатах битвы: согласно Ja 578, составленной одним из сабейских предводителей, победу одержал Ильшарах Йахдуб, который разбил химьяритские войска и отбросил их на юг; MAFRAY — al-Mi‘sāl 2, созданная воевавшим на стороне химьяритов аристократом из области Радман, напротив, утверждает о победе царя Химьяра, который вернулся из сражения с военной добычей и захваченными пленными.
Помимо внешних врагов Ильшараху Йахдубу II приходилось бороться с противниками внутри Сабейского царства. Сохранившиеся сабейские надписи, например Ja 711, свидетельствуют о разгоревшемся аристократическом мятеже против власти Ильшараха Йахдуба под руководством некоего Нимрана Аукана, имя которого после подавления мятежа было удалено из посвятительных надписей храма Аввам в Марибе.